# Rudolf von Bezold
Rudolf Walther von Bezold (* 26. Februar 1889 in München; † 1949 ebenda) war ein deutscher Ministerialbeamter (NSDAP), persönlicher Referent des bayerischen Ministerpräsidenten  und stellvertretender Leiter der bayerischen Staatskanzlei.

## Leben
Rudolf von Bezold entstammte der in Rothenburg ob der Tauber ansässig gewesenen Ratsherrenfamilie Bezold, aus der im 19. und 20. Jahrhundert eine Reihe von Wissenschaftlern und hohen bayerischen Staatsbediensteten hervorgegangen sind. Sein Vater Gustav von Bezold war Direktor des  Germanischen Nationalmuseums in Nürnberg.
Nach den beiden juristischen Staatsexamen promovierte er mit der Dissertation „Die Verfassung und Verwaltung der Reichsstadt Rothenburg ob der Tauber (1172-1803)“ zum Dr. jur. und erhielt eine Anstellung als Assessor beim Bezirksamt Mindelheim. Er wechselte in die Staatsverwaltung und wurde am 16. Mai 1933 Regierungsrat 1. Klasse in der bayerischen Staatskanzlei. Dort stieg er zum persönlichen Referenten des bayerischen Ministerpräsidenten Ludwig Siebert auf, der ihn aus seiner Zeit in Mindelheim kannte und seinen weiteren Weg in der Staatskanzlei förderte. Die Ernennung zum Oberregierungsrat fiel in das Jahr 1934, 1939  wurde er Ministerialrat. Zum 1. April 1942 wurde er zum ständigen Vertreter des Chefs der Staatskanzlei ernannt. Die  hervorgehobene Stellung in der Staatskanzlei ende mit dem Tode Sieberts am 1. November 1942, denn  mit dessen Nachfolger Paul Giesler kam Bezold nicht zurecht. Am 28. März 1943 wurde ein Großteil seiner Aufgaben einem Ministeramt in der Staatskanzlei zugeordnet, so dass er – Ende 1943 zum Staatsministerium für Unterricht und Kultus  abgeordnet – im Februar 1944 auf eigenen Wunsch zum Reichspropagandaministerium wechselte.
Dort war er in der Abteilung des Staatssekretärs Hermann Esser eingesetzt.
Am 1. November 1944 berichtete die GeStaPo dem Ministerpräsidenten Giesler, dass Bezold gegenüber dem Schlossverwalter der Befreiungshalle bei Kelheim einen günstigen Kriegsausgang angezweifelt habe. Daraufhin wurde eine Untersuchung eingeleitet.
Bezold war von 1919 bis 1933 Mitglied der Deutschnationalen Volkspartei und trat dann zum 1. Mai 1933 der NSDAP bei (Mitgliedsnummer 2.277.775).
Die Quellenlage gibt über seinen weiteren Lebensweg keine Aufschlüsse, insbesondere gibt es keine Daten über ein Entnazifizierungsverfahren.